# بطريرك موسكو وسائر بلاد الروس
بطريرك موسكو وروسيا كلها أو بطريرك موسكو وسائر روسيا أو بطريرك موسكو وعموم روسيا هو العنوان الرسمي لمن رئيس الكنيسة الأرثوذكسية الروسية. كثيراً العنوان يُسْبَقُ بالعنوان «صاحب القداسة». عنده السيطرة المباشرة القانونية فقط على روسيا بين جماعات الأرثوذكسية ولكنه رئيس أعلى لبعض الكنائس التي بالحكم الذاتي مثل الكنيسة اليابانية الأرثوذكسية وكذا. البطريركية الروسية قد أُعْلِنَتْ في عام 1589 وثم أُلْغِيَتْ من قبل بطرس الأول في عام 1721 أثناء إصلاحه وثم أُعْلِنَتْ ثانيةً من قِبل المجلس المحلي للكنيسة الأرثوذكسية الروسية 1917–18. وفقًا لقواعد الميثاق الكنيسة عام 2000 بطريرك روسيا هو العنوان مدى الحياة ولا محكمة عليه أو إقالته إلا بحكم المجمع المقدس للكنيسة الأرثوذكسية الروسية واُنتُخِبَ بطريرك من صفوفه. من الواجب أن يكون عمر البطريرك أكبر من أربعين عامًا وأن يكون من العلماء الكبار للمسيحية.